# Verwaltungsgebäude Lange Straße 48 (Grimmen)

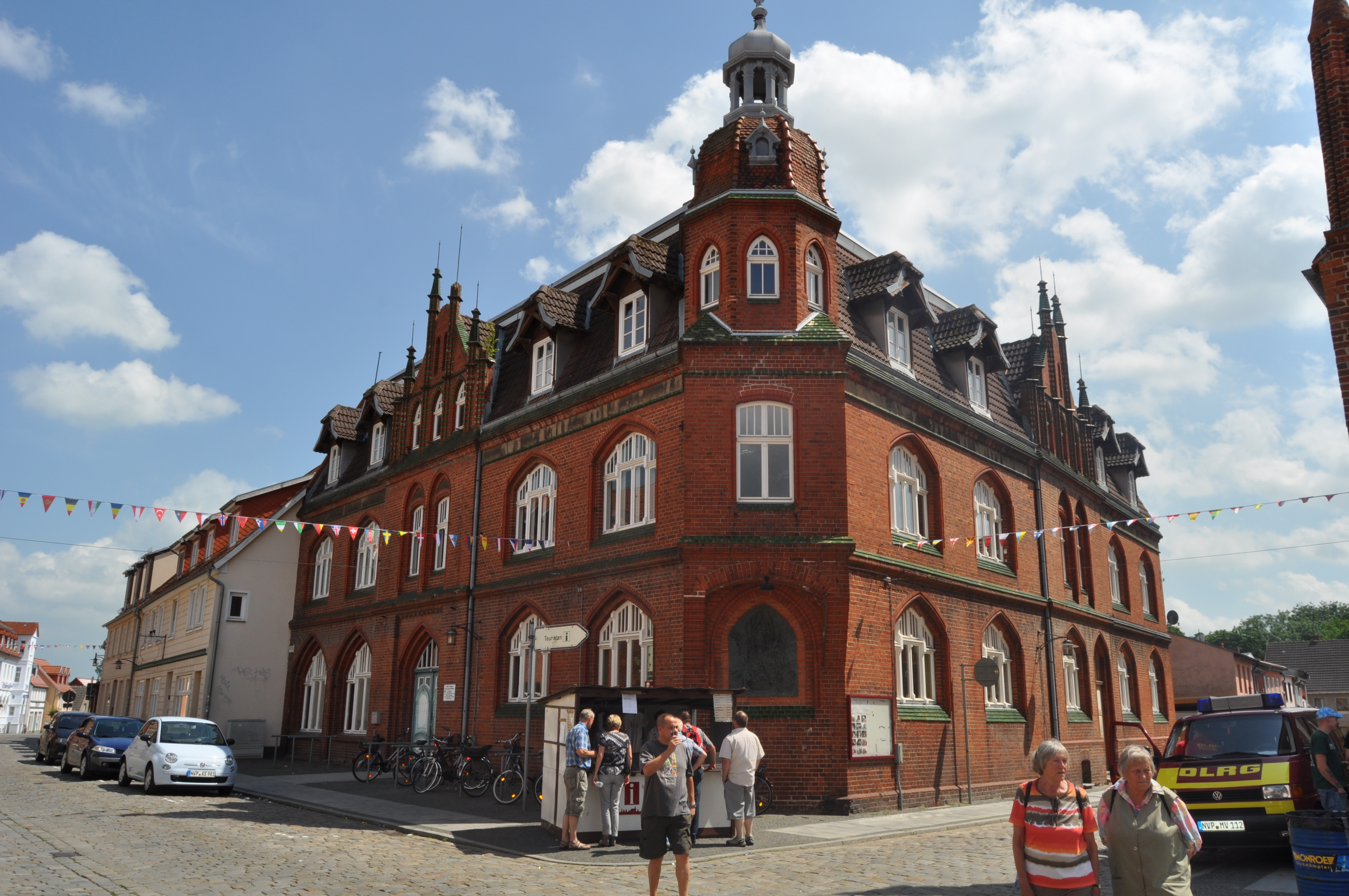
Grimmen, Lange Straße 48

Das Verwaltungsgebäude der Stadt, früher mit Ratskeller, in Grimmen (Mecklenburg-Vorpommern), Lange Straße 48, stammt aus dem 19. Jahrhundert.
Das Gebäude steht unter Denkmalschutz.

## Geschichte
Grimmen mit 9489 Einwohnern (2019) wurde 1267 erstmals erwähnt.
Das städtebaulich dominante zweigeschossige, verklinkerte, historisierende Gebäude mit zwei seitlichen Giebelrisaliten und dem markanten Ecktürmchen mit achteckiger Glockenhaube und der Laterne wurde im letzten Viertel des 19. Jahrhunderts gebaut. Hier befanden sich der Ratskeller in Nachbarschaft zum gotischen Rathaus sowie eine Drogerie.
Das Gebäude wurde 2019 im Rahmen der Städtebauförderung zum Verwaltungsgebäude Haus 3 der Stadt umgebaut und saniert. Hier sind die Fachbereiche Bau, Meldewesen und Ordnungsverwaltung untergebracht.
Seit 2006 erinnert ein Relief von Gisela Krüger am Gebäude an den letzten Hexenprozess in Grimmen von 1697 gegen Anna Maria Kröger, die verbrannt wurde. In Grimmen sollen davor ungewöhnlich viele solcher Prozesse stattgefunden haben.